# عصیره الشمالیه
عصیره الشمالیه (به عربی: عصیرة الشمالیّة) یک شهر فلسطینی در استان نابلس است که در ۳٫۵ کیلومتری شمال نابلس در شمال کرانه باختری واقع شده‌است. طبق گزارش اداره مرکزی آمار فلسطین، این شهر در سال ۲۰۱۷ تقریباً ۸۸۱۳ نفر جمعیت داشته‌است

## محل
عَصیرَةُ الشّمالیّه در ۳٫۵ کیلومتری شمال نابلس قرار دارد. از شرق با تالوزا، الباضان و ازموت، از جنوب با نابلس، از غرب با زواته، ایجنیسینیا و نصف جبیل و از شمال با بیت عمرین و یاسید همسایه است.

## علم اشتقاق لغات
به گفته پالمر، نام قدیمی عسیرت الحتاب به معنای مکان سخت الوار است. به گفته شهرداری محلی، کلمه عصیره در عربی به معنای «هیزم» است و به جنگل‌های فراوان شهر (و عسیره القبلیه نزدیک) اشاره دارد که توسط ساکنان برای فروش هیزم استفاده می‌شد.

## تاریخ
قطعات سفال از عصر آهن I , عصر آهن II, اواخر روم، بیزانس، اوایل دوره مسلمانان و دوران قرون وسطی در اینجا یافت شده‌است.
جنوب شرقی مرکز روستا (در شبکه شماره ۱۷۵/۱۸۳) محلی است که در آن مقداری سفال از عصر آهن I یافت شده‌است.
در سال ۱۱۶۶، یک املاک صلیبی به نام آسین در اینجا قرار داشت.

### دوران عثمانی
در سال ۱۵۱۷، این روستا به همراه بقیه فلسطین در قلمرو امپراتوری عثمانی قرار گرفت و در اسناد مالیاتی ۱۵۹۶ به عنوان «آسیره» واقع در ناهیه جبل سامی، بخشی از سنجاق نابلس ظاهر شد. جمعیت ۱۹ خانوار و ۵ مجرد که همگی مسلمان بودند. آنها نرخ مالیات ثابت ۳۳٫۳ درصدی را بر محصولات کشاورزی مانند گندم، جو، صیفی جات، درختان زیتون، بزها و کندوهای عسل، علاوه بر درآمدهای موردی و مالیات ثابت برای مردم منطقه نابلس پرداخت کردند. در مجموع ۳٬۳۳۵ آقچه (سکه) پرداخت شد.
رابینسون در سال ۱۸۳۸، عسیرت الحتاب را در ناحیه وادی الشعیر در غرب نابلس قرار داد.
در سال ۱۸۷۰، ویکتور گوئرین در مورد روستایی که او آن را عسیره نامید، خاطرنشان کرد: «دهکده قابل توجهی است که ساکنان آن کارگر به حساب می‌آیند. خانه‌های آنها بهتر از بسیاری از مکان‌های دیگر در فلسطین ساخته شده‌است. در اطراف روستا باغ‌های انجیر و زیتون و سبزی کاشته شده‌است.»
در سال ۱۸۸۲، بررسی PEF از فلسطین غربی (SWP) عصیره الشمالیه را که آنها آن را " عسیرت الحتاب" نامیدند، توصیف کرد: "دهکده ای بزرگ بر روی یک قله گرد، با باغ‌های زیتون در هر طرف".

### دوران قیمومت بریتانیا
در سرشماری فلسطین در سال ۱۹۲۲ که توسط مقامات قیمومیت بریتانیا انجام شد، عصیره شمالیه ۱۱۷۹ نفر جمعیت داشت. ۱۱۷۸ مسلمان و ۱ مسیحی ارتدوکس، در سرشماری سال ۱۹۳۱ به ۱۵۴۴ نفر افزایش یافت که همگی مسلمان در ۳۲۹ خانه بودند.
در آمار سال ۱۹۴۵ جمعیت ۲۰۶۰ نفر بود که همگی مسلمان بودند با ۳۰۴۹۶ دونم زمین، طبق یک بررسی رسمی زمین و جمعیت. از این میزان، ۴۸۵۰ دونم برای مزارع و زمین‌های آبی، ۱۱۷۶۵ دونم برای غلات، در حالی که ۱۰۱ دونم برای زمین‌های ساخته شده (شهری) استفاده می‌شد.

### دوران اردن
در پی جنگ اعراب و اسرائیل در سال ۱۹۴۸ و پس از قراردادهای آتش‌بس ۱۹۴۹، عسیره الشمالیه تحت حاکمیت اردن قرار گرفت.
در سال ۱۹۶۱ جمعیت عصیره شمالیه ۳۲۳۲ نفر بود.

### پس از ۱۹۶۷
از زمان جنگ شش روزه در سال ۱۹۶۷، عسیره الشمالیه تحت اشغال اسرائیل بوده‌است. جمعیت عصیره شمالیه در سرشماری سال ۱۹۶۷ که توسط مقامات اسرائیلی انجام شد، ۳۲۱۷ نفر بود که ۵۳ نفر از آنها از خاک اسرائیل سرچشمه گرفتند.
پس از قراردادهای ۱۹۹۵، ۶۲ درصد از زمین‌های روستا به عنوان منطقه A، ۲۴ درصد به عنوان منطقه B و ۱۴ درصد باقی مانده به عنوان منطقه C طبقه‌بندی شدند.

## شناسایی‌های احتمالی باستانی
طبق بررسی PEF از فلسطین (۱۸۸۲)، عصیره الشمالیا می‌تواند Aesora of Judith 4:4 باشد.
به گفته زرتال (۲۰۰۴)، اسیرا یکی از نامزدهای مکان هاسروت است که در ساماریا اوستراکا ذکر شده‌است. یکی دیگر از نامزدها برای هاسروت خرابه الکبره (شبکه ۱۷۹۳/۱۹۶۷)، واقع در جنوب غربی Sir است.

## سرشناسان
- محمود العابدی:   (۱۹۰۷ – ۱۹۷۸) تاریخ‌نگار و پژوهشگر باستان‌شناسی فلسطینی. [۲۴]